# Alexander Mielke
Alexander Mielke (Malmsheim, Renningen, 1958) é um matemático alemão que trabalha com equações diferenciais parciais não-lineares. É professor de análise aplicada na Universidade Humboldt de Berlim e diretor do grupo de pesquisas Partielle Differentialgleichungen no Weierstraß-Institut für Angewandte Analysis und Stochastik (WIAS) em Berlinm. Alexander Mielke é tesoureiro da União Internacional de Matemática (IMU).

## Vida
Alexander Mielke estudou matemática e física na Universidade de Stuttgart (Diploma 1983) e obteve um doutorado em 1984 com a tese Stationäre Lösungen der Euler-Gleichung in Kanälen variabler Tiefe, orientado por Klaus Kirchgässner. De 1986 a 1987 foi pesquisador na Universidade Cornell. Obteve a habilitação em 1990 com o tema Hamiltonische und Lagrangesche Flüsse auf Zentrumsmannigfaltigkeiten mit Anwendungen auf elliptische Variationsprobleme a Universidade de Stuttgart. Em 1992 foi professor na Universidade de Hannover. Seguiram-se chamados para a Universidade de Stuttgart em 1999 e Universidade Humboldt de Berlim em 2004. É desde então diretor do grupo de pesquisas Partielle Differentialgleichungen no WIAS.
Foi palestrante convidado do Congresso Internacional de Matemáticos em Pequim (2002: Analysis of Energetic Models for Rate-Independent Materials).
Recebeu o Prêmio Richard von Mises de 1989.

## Obras
- Hamiltonian and Lagrangian flows on center manifolds with applications to elliptic variational problems. Lecture Notes in Mathematics Vol. 1489, Springer-Verlag 1991.
- com K. Kirchgässner (Eds.). Structure and Dynamics of Nonlinear Waves in Fluids. World Scientific Publishing Co. Inc., 1995.
- com G. Dangelmayr, B. Fiedler e K. Kirchgässner (Eds). Dynamics of Nonlinear Waves in Dissipative Systems: Reduction, Bifucation and Stability. Longman, 1996.
- com R. Helmig e B. Wohlmuth (Eds). Multifield Problems in Fluid and Solid Mechanics, Springer-Verlag 2006.
- com T. Roubíček. Rate-Independent Systems: Theory and Application. Applied Mathematical Sciences, Springer-Verlag 2015.